# Medvědice (tvrz)
Tvrz Medvědice je částečně dochovaná ve vsi Medvědice v obci Třebenice v okrese Litoměřice. Dlouho byla považována za zaniklou, ale roku 2007 byly její pozůstatky objeveny v suterénu vily v hospodářském dvoře.

## Historie
Tvrz byla postavena nejspíše v poslední čtvrtině čtrnáctého století. První písemná zmínka o ní pochází z roku 1404, kdy Janek z Vchynic obdaroval místní kostel svaté Kateřiny ročním platem jedné kopy a čtyř grošů a právy na dům s pozemky ve vsi Staré. V té době byla vesnice rozdělena na dva díly. Část s tvrzí patřila bratrům Janovi a Zikmundovi z Vchynic, zatímco druhou držel Smil Opárenský z Vchynic, který zemřel roku 1417. Další dějiny tvrze se shodují s historií vesnice. Vzhledem k rozdělení vsi i tvrze mezi několik majitelů není vždy jasné, komu patřila. Mezi jejími držiteli byli příslušníci rodů Račiněvských z Račiněvsi, Krabiců z Veitmile, Vliněvštích z Vliněvsi, Kaplířů ze Sulevic a Lobkoviců.
Tvrz sloužila jako panské sídlo ještě během roku 1638, ale popis z roku 1649 ji uvádí jako neobyvatelnou: „…něco od kamene, ostatek ze dřeva, toliko se dvěma pokojmi, některými komorami, však ani voken, kamen, dveří není…“. Hospodářský dvůr fungoval až do roku 1833, kdy byl zrušen.

## Stavební podoba
Areál tvrze stál v jižní části dvora. Zápis v deskách zemských z roku 1604 ji popisuje: „tvrz Medvědíč, jak ve své ohradě leží s příkopem okolo tvrze, ratejnou, chlévy, maštalemi, sejpkami, sladovnou s poplužím…“ Obklopoval ji tedy nejspíše vodní příkop. Z hlavní budovy tvrze se dochoval sklep, nad kterým byla postavena vila. Původně však měla nejspíše podobu věže postavené z kamene a ze dřeva. Věž měla lichoběžníkový půdorys o rozměrech přibližně až 11 × 7,5 metru. Tloušťka zdí se pohybuje okolo 2,5 metru. Dovnitř se vstupuje po schodišti, které se nachází přibližně uprostřed jihozápadní zdi. Interiér obsahuje jedinou místnost zaklenutou valenou klenbou podepřenou třemi pilíři. Původně ji osvětlovala až pětice úzkých oken (tři v severovýchodní zdi a po jednom v severozápadní a jihovýchodní zdi), která byla v pozdější stavební fázi zazděna.